# Trousseau
Pour les articles homonymes, voir Trousseau (homonymie).
Le trousseau N (N pour noir) est un cépage cultivé particulièrement au Portugal et dans le Jura français. Le trousseau est également une appellation de vin rouge du vignoble du Jura à base de ce cépage.
Il est également connu sous le nom de :
- Trousseau noir, troussot, trusseau, tresseau, tressot, triffault, troussé, sémillon rouge ;
- Portugal : bastardo, bastardinho ;
- Espagne : bastardo, bolonio, donzelino, Maria Ardoña, merenzao, maturana tinta ;
- Argentine : merenzao, pardinho, pinot gris de Rio Negro ;
- Californie : riesling gris (mutation).

## Origine

### Historique
Ce cépage originaire du vignoble du Jura (sa présence est attestée en Franche-Comté au moins en 1731), est d’après des analyses génétiques réalisées à Montpellier, probablement un descendant du cépage Savagnin.

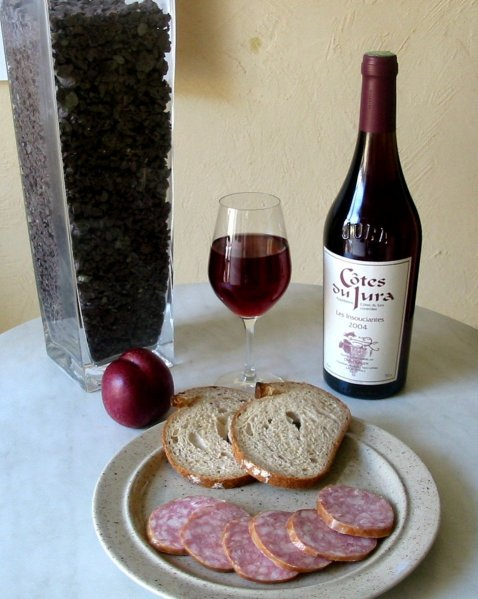
Vin rouge trousseau du Jura
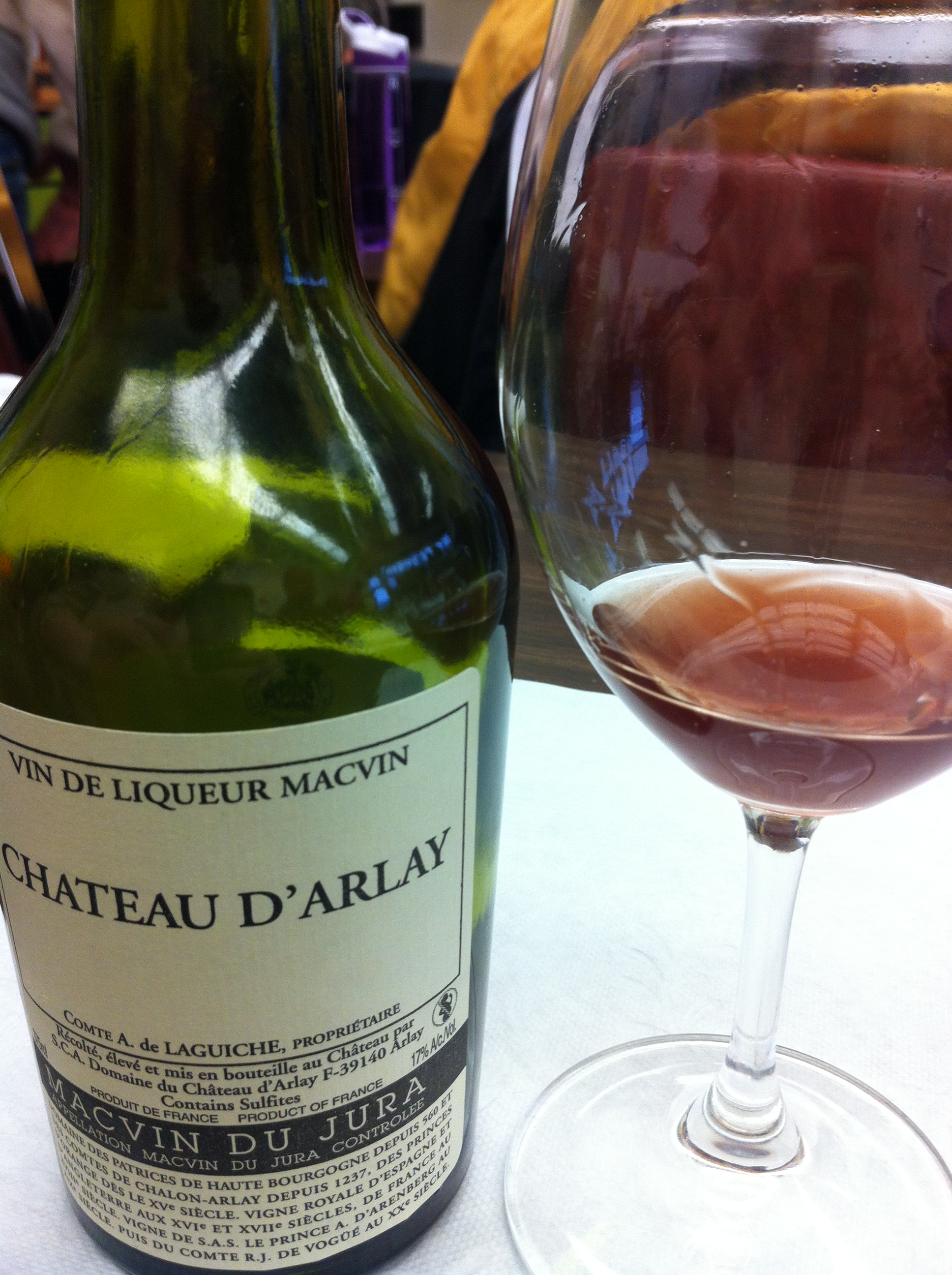
Macvin du Jura

Selon l'ouvrage Cépages du sud-ouest, 2000 ans d'histoire, mémoires d'un ampélographe de l'ampélographe Guy Lavignac, de nombreux échanges de cépages ont eu lieu par l’intermédiaire du pèlerinage de Saint-Jacques-de-Compostelle (instigué au XIIe siècle par le pape franc-comtois Calixte II (1050–1124), dont le frère Raymond de Bourgogne (1070-1107) est roi de León, de Galice et de Castille en Espagne). On en trouve quelques parcelles en Galice où il est nommé Bastardo, Merenzano ou María Ordoña. Les vignobles du Jura et de Porto (DOC) sont aux antipodes de cette route.
Le titre de « capitale du Trousseau » est détenu par le village viticole de Montigny-lès-Arsures dans le vignoble du Jura, qui le fête chaque année fin juillet. Le scientifique Louis Pasteur y possédait une vigne, proche de sa maison d'Arbois.

### Aire de répartition géographique
En France, il est cultivé quasi exclusivement dans le vignoble du Jura, où il représente environ 200 hectares.
En Galice, on en trouve quelques rares parcelles.
Ce cépage est utilisé dans le vignoble portugais dans l'élaboration du porto et du madère . Il connait aujourd'hui dans ce pays sa plus grande superficie d'exploitation (1 200 hectares). 
Il se développe également dans le vignoble australien méridional où son moût est vinifié en vin de dessert.
Le trousseau gris est une mutation rose, que l'on retrouve occasionnellement dans le Jura et assez répandue en Californie sous le nom de « Riesling Gris ».

### Étymologique
Le terme « trousseau » proviendrait de l'aspect « troussé » ou ramassé de son raisin. Quelques vignerons facétieux lui trouvent une tout autre origine en disant qu'il donne un vin de garde que l'on conservait autrefois pour financer le trousseau des filles.

## Caractères ampélographiques
L'extrémité du jeune rameau est cotonneuse.

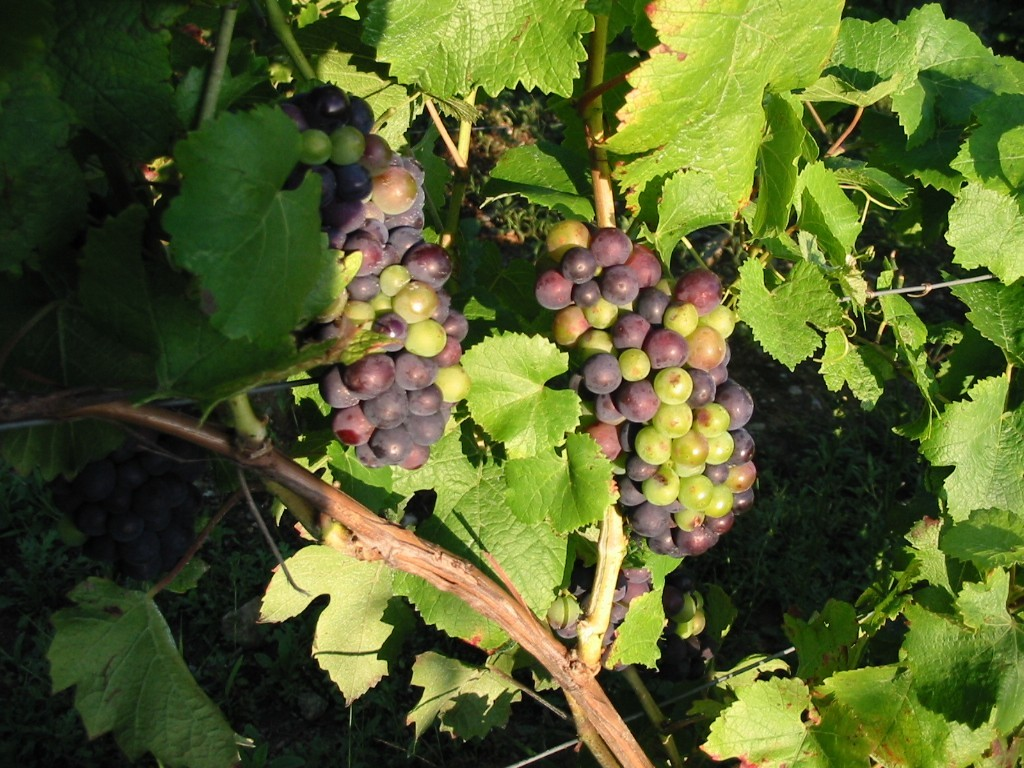
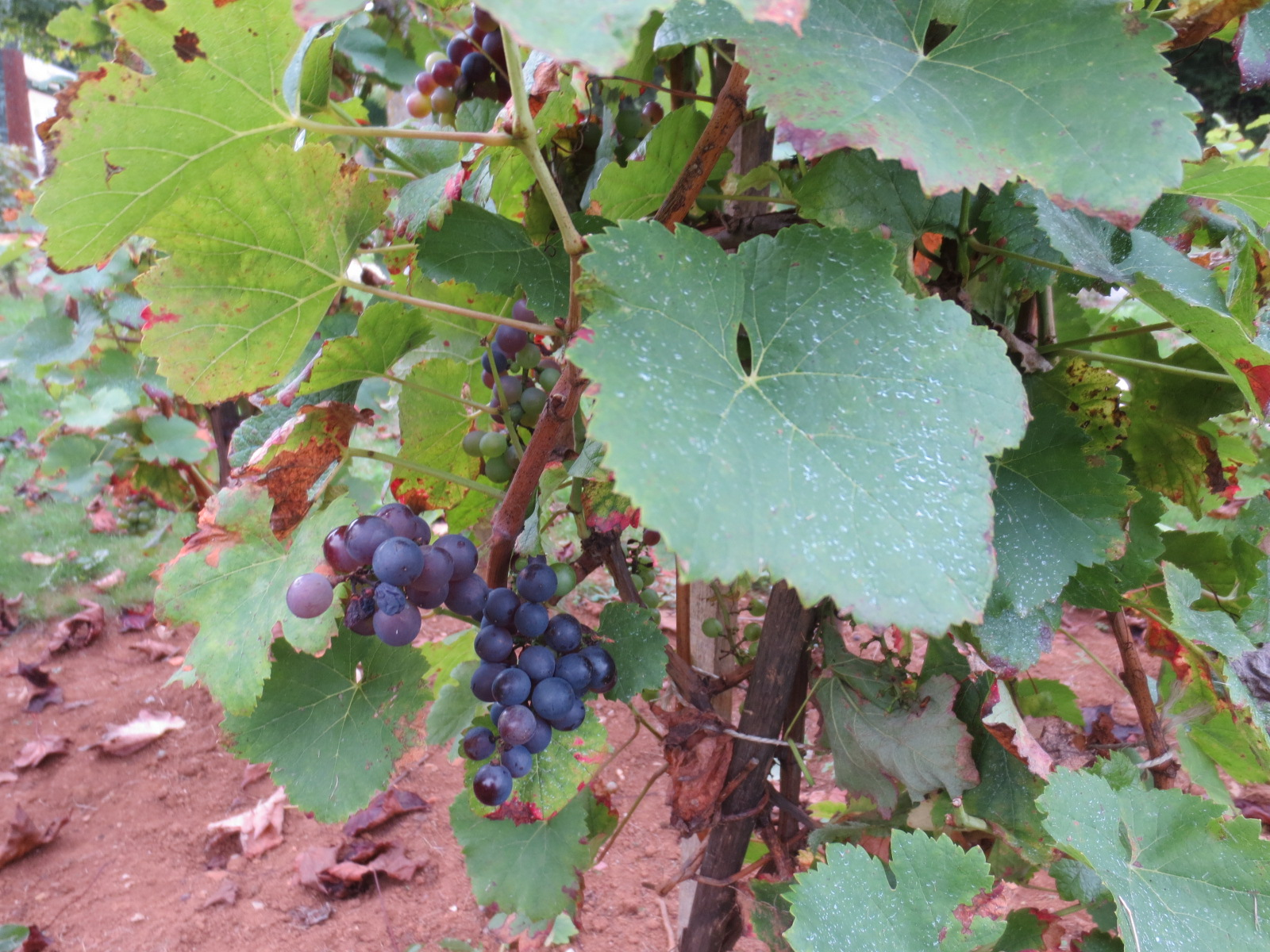
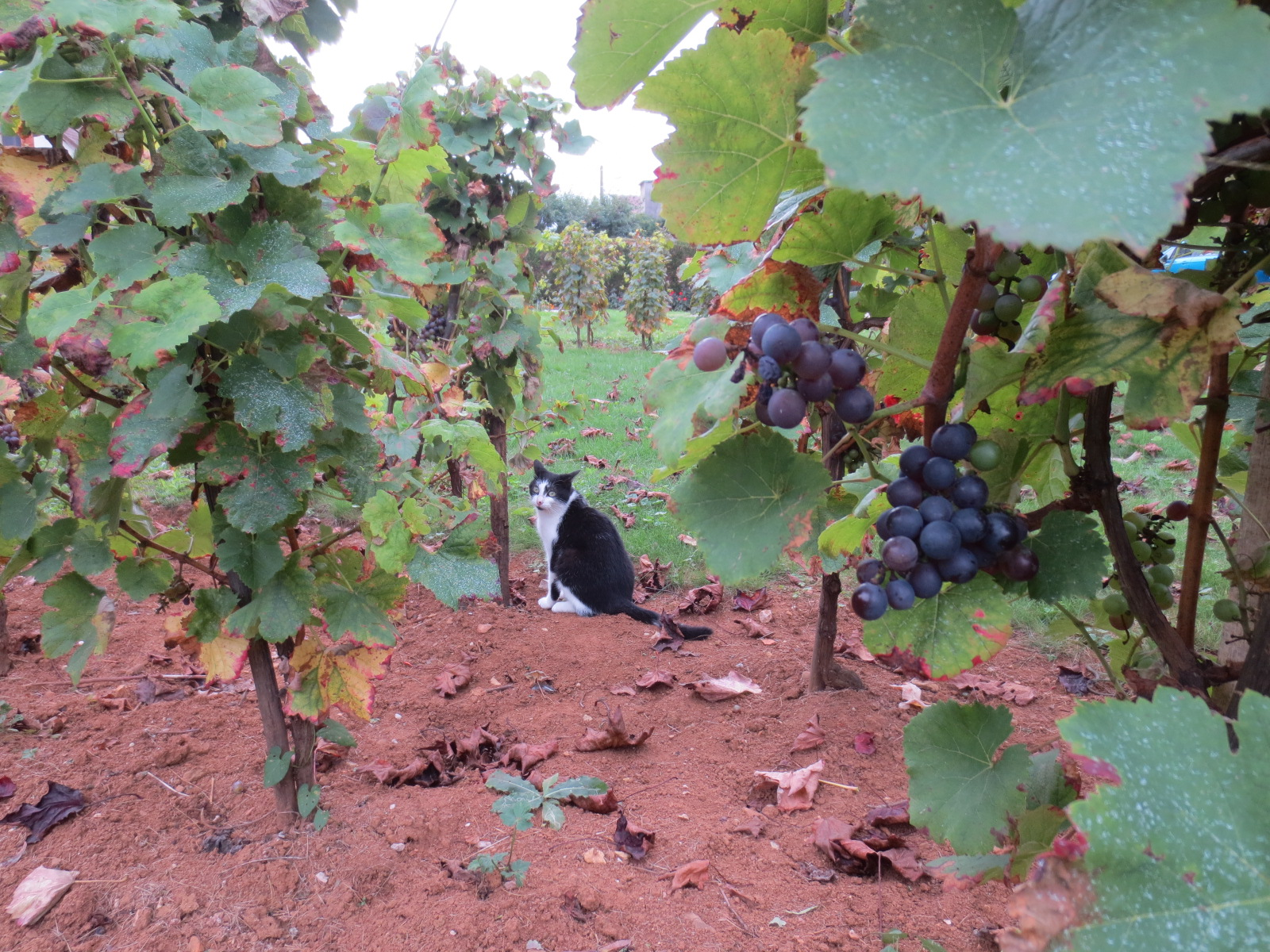

Les feuilles adultes sont orbiculaires, à cinq lobes, sinus pétiolaire peu ouvert ou à bords légèrement chevauchants, des sinus latéraux profonds, des dents courtes à profil convexes, un limbe tourmenté un peu gaufré et plissé près du point pétiolaire.

Trousseau de la vigne de Louis Pasteur à Montigny-lès-Arsures « capitale du Trousseau » dans le vignoble du Jura
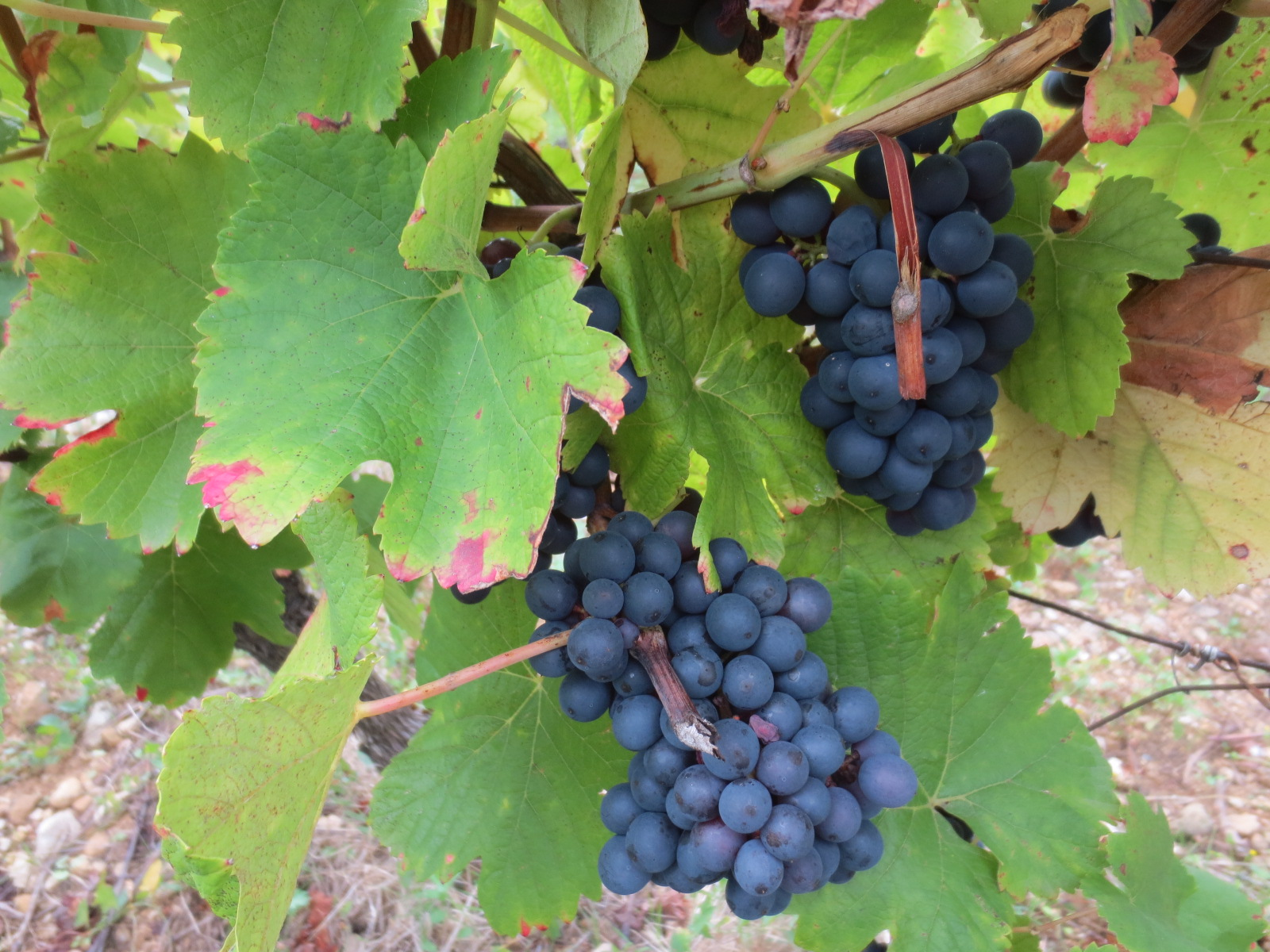
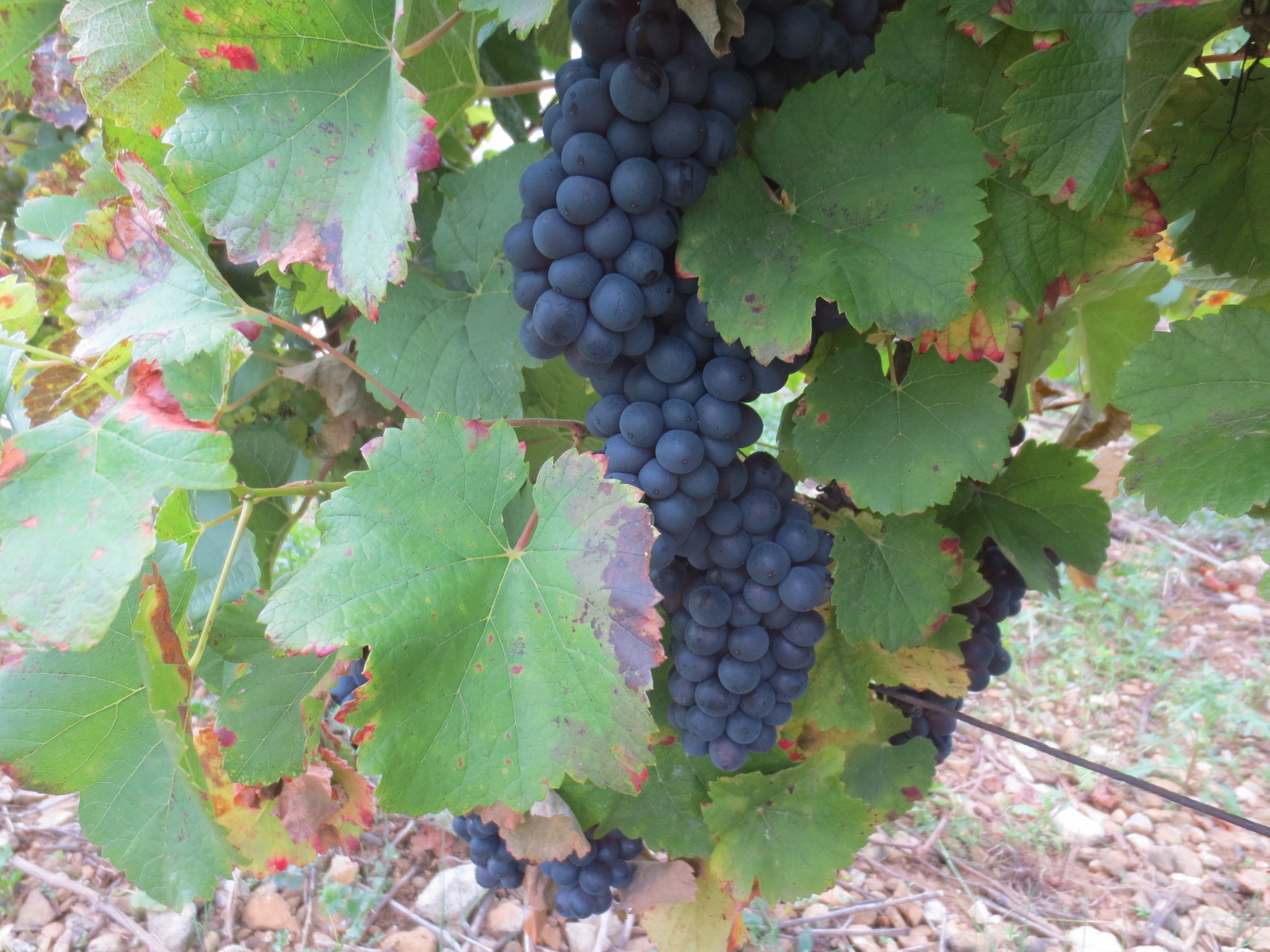
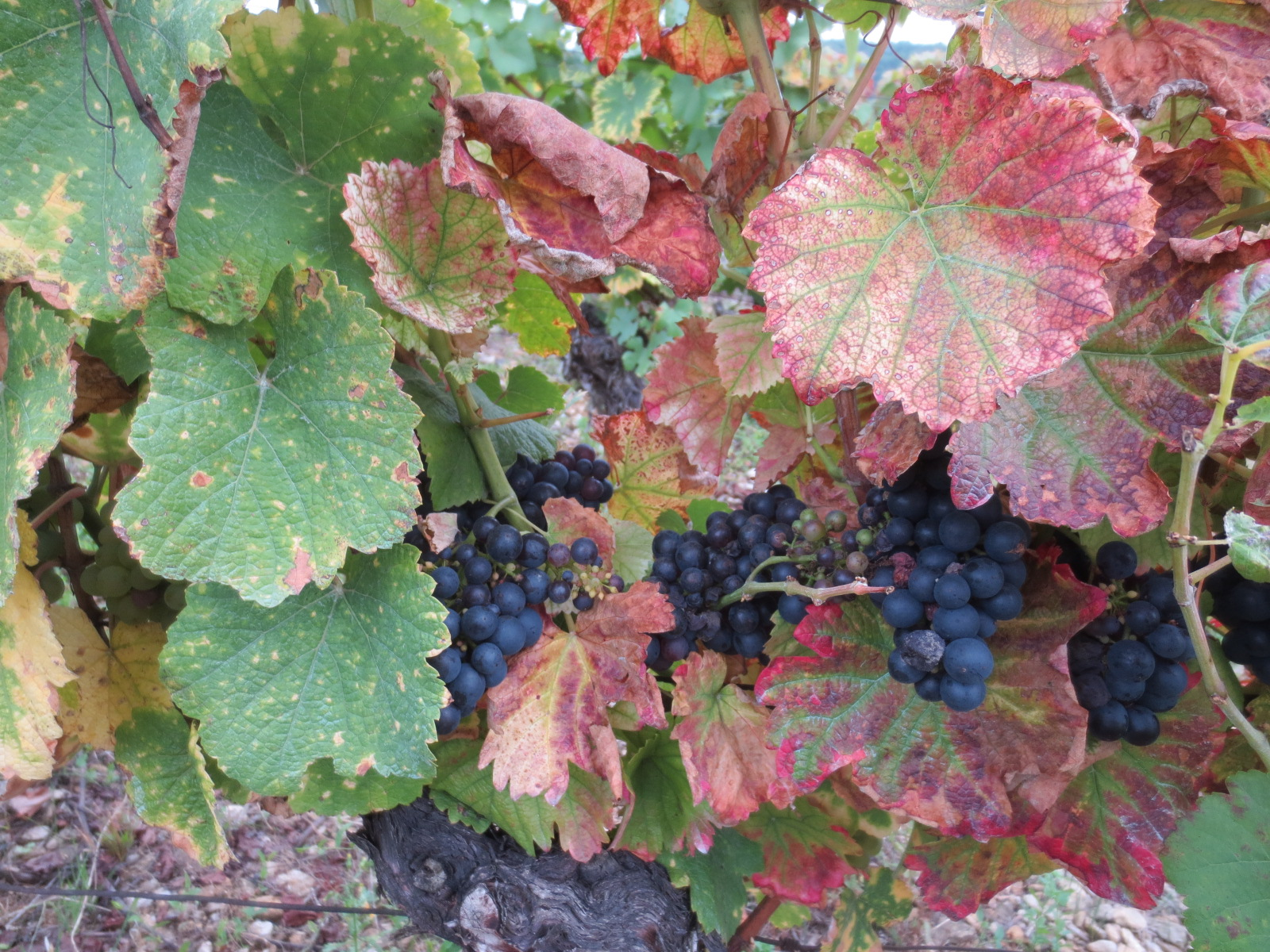
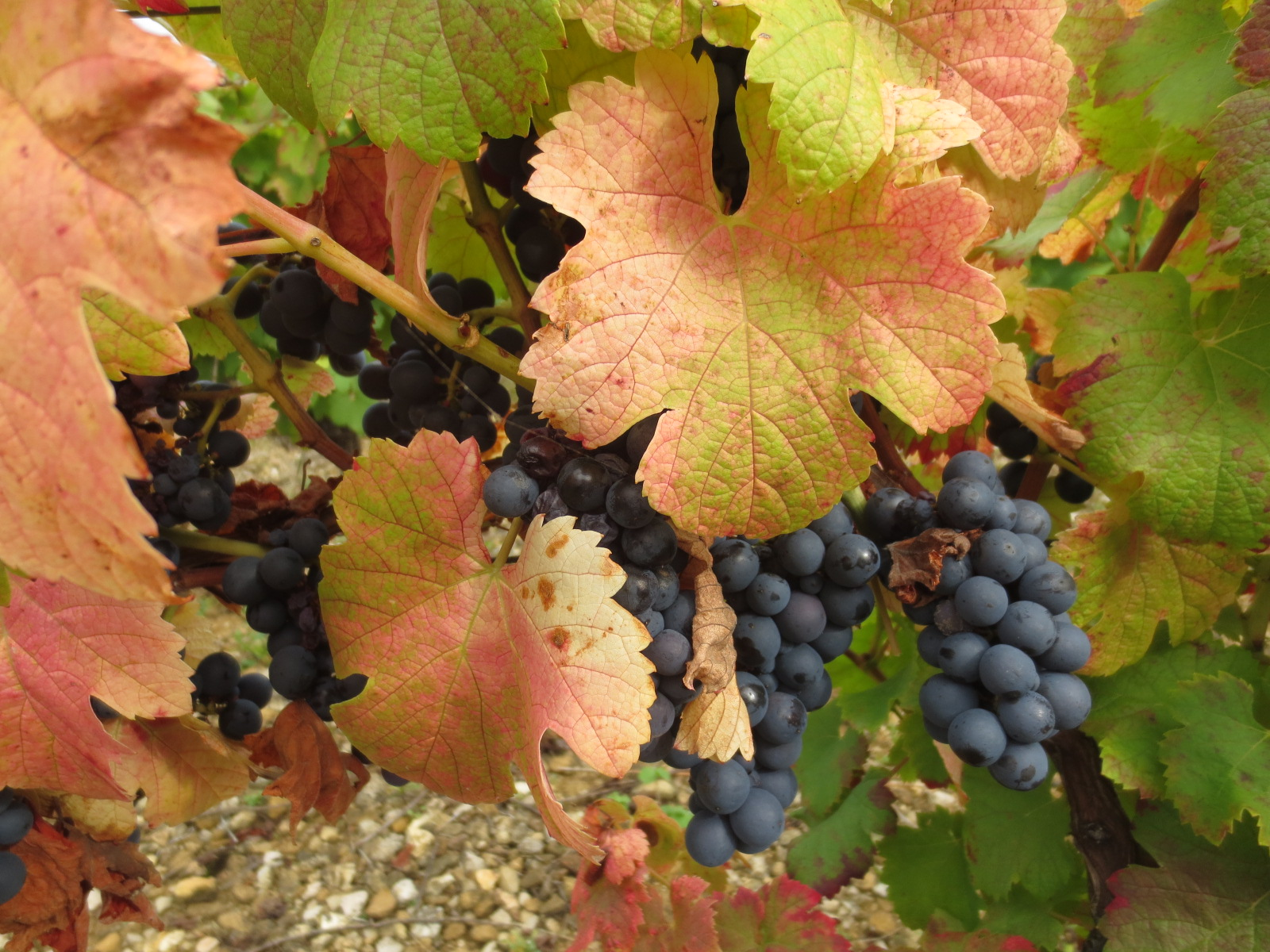
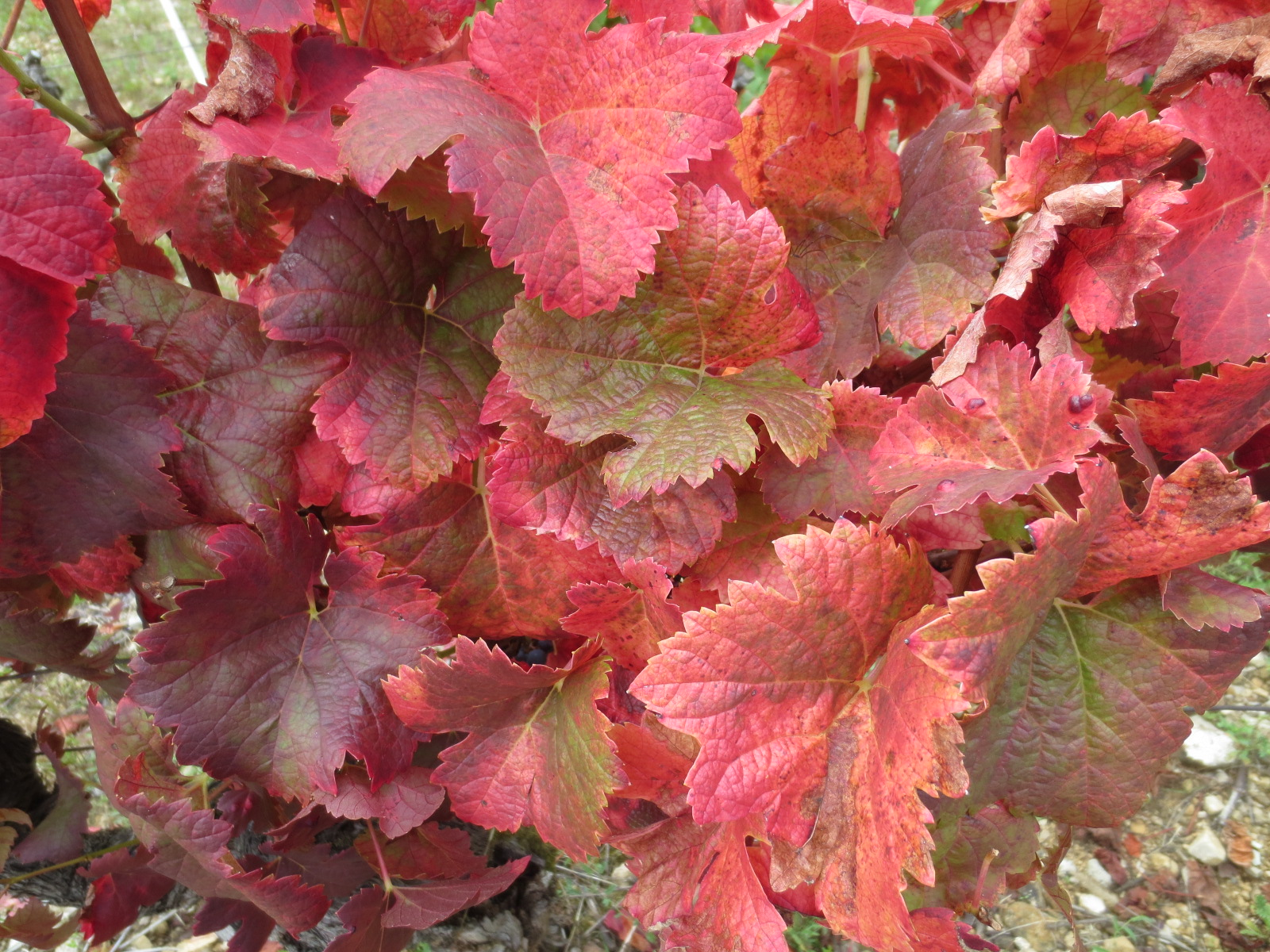
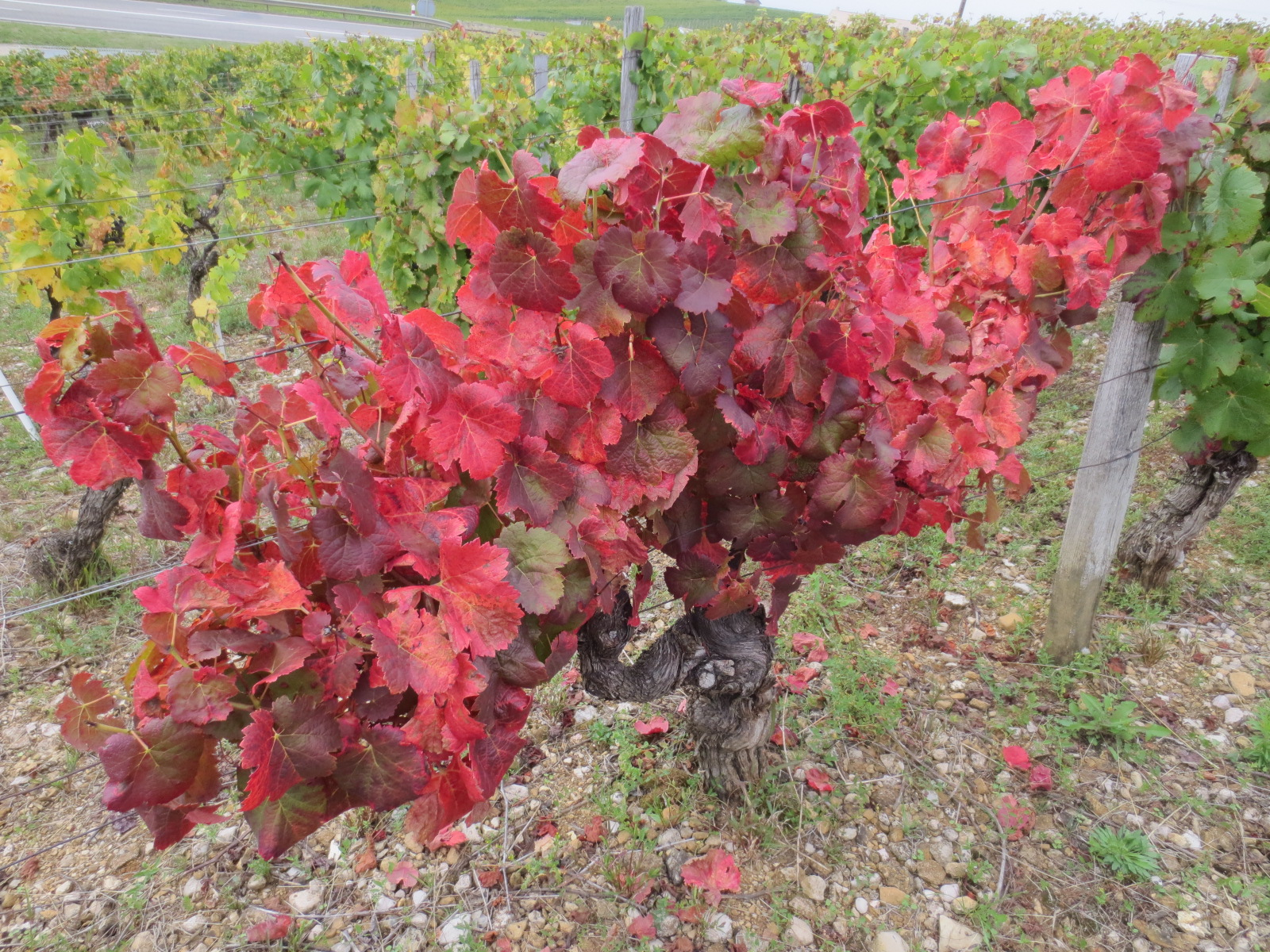

Les grappes sont petites et les baies de taille moyenne et de forme légèrement elliptiques.

## Aptitudes

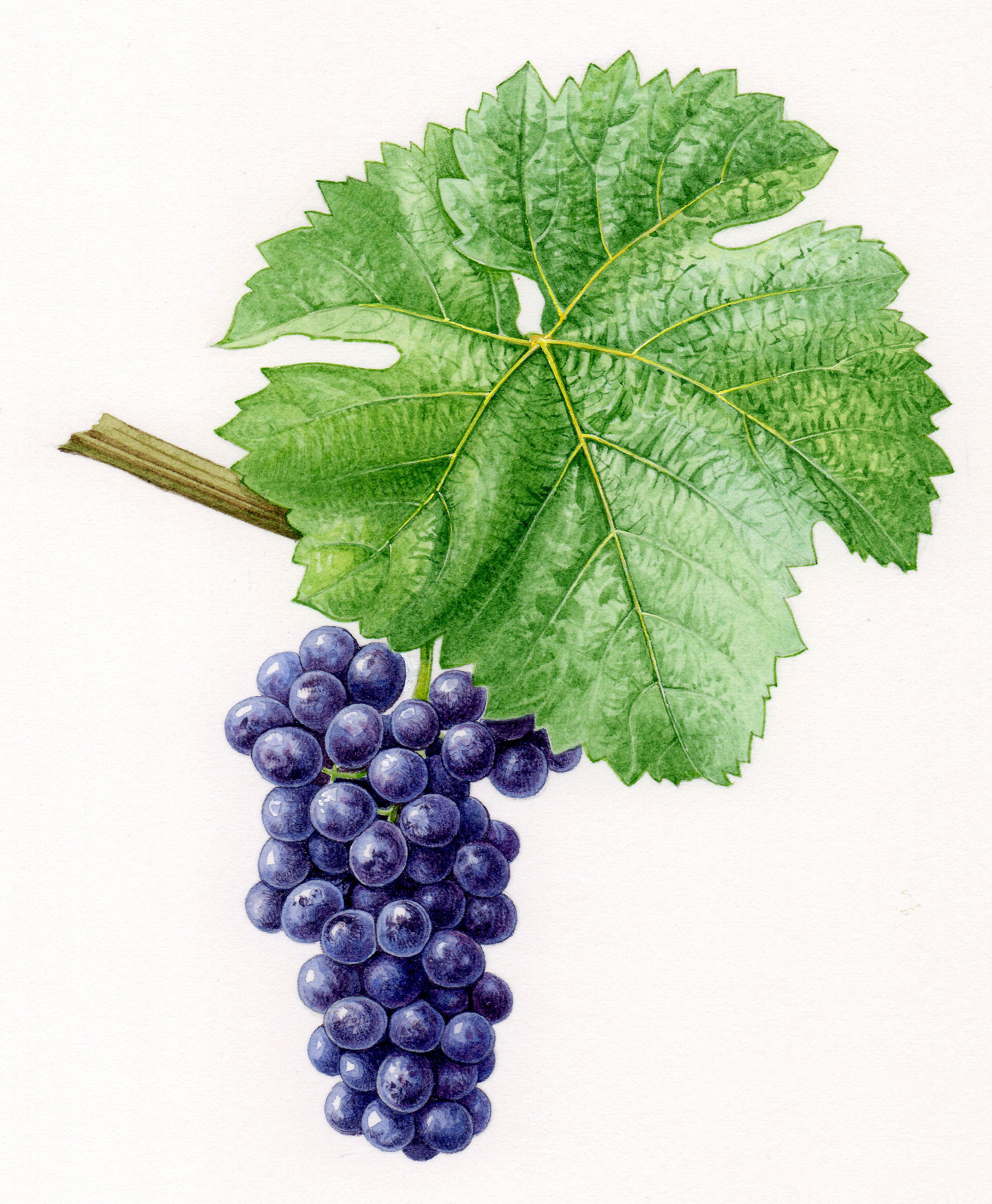
Grappe et feuille de trousseau.

### Culturales
C'est un cépage assez précoce et exigeant. Il requiert des sols graveleux assez chauds ou des marnes peu profondes et a besoin davantage de soleil que les autres cépages jurassiens.

### Sensibilité aux maladies
Il est assez sensible aux maladies cryptogamiques, en particulier à la pourriture grise (Botrytis cinerea).

### Technologiques
Il est souvent associé au poulsard et au pinot noir dans les appellations Côtes-du-jura et Arbois (AOC). Il donne des vins à robe rubis, corsés, charpentés et chaleureux, qui se distinguent au nez par des notes de fruits rouges mais de couleur peu soutenue si les rendements sont élevés. Le potentiel d’accumulation des sucres de ce cépage est élevé. Ces vins ont souvent une longueur en bouche étonnante. On peut conserver certaines bouteilles plus de dix ans.
Au Portugal, il entre dans l'assemblage des vins de porto (DOC).

## Sources